# عدسک آبی تک‌ریشه
عدسک آبی تک‌ریشه (نام علمی: Lemna gibba) یا عدسک آبی قوزدار نام یک گونه از سرده عدسک آبی است.